# جلكاوات أرضية
جلكاوات أرضية (الاسم العلمي: Geotriinae) هي أسرة من الأسماك تتبع فصيلة الجلكية من رتبة الجلكويات.

## أجناس
الجلكاوات الأرضية هي أسرة وحيدة الجنس حيث تضم فقط:
- جنس الجلكى الأرضية